# 彭越
彭 越（ほう えつ、? - 紀元前196年）は、中国秦末から楚漢戦争期・前漢初期の武将。字は仲。秦末の戦乱の中で盗賊として活躍し、劉邦の幕下に入ってからは後方撹乱などに戦功を挙げた。唐の史館が選んだ中国史上六十四名将に選ばれている（武廟六十四将）。

## 楚漢戦争
碭郡昌邑県（現在の山東省菏沢市巨野県）の人で、若い頃は鉅野の沼沢（後の梁山泊との説がある）で漁師をやりながら盗賊業を行っていた。秦の悪政により世が乱れてくると、衆に反乱の首領になってほしいと推されるが、「今は二匹の龍が４つに組んで争っている状態だ。様子を見よう」と断った。更に幾度も衆に要望され、反乱軍の勢いが強くなるに至り、ようやく首領となることを受け入れる。その際に「俺が首領になるからには、翌日の朝の出陣に遅れた者は処刑する」と衆へ言い聞かせた。だが彼らは烏合の衆であり、翌日の朝になっても集まらず、午後になって来る者もいたほどであった。全員集まるまで待っていた彭越は「俺も全員は殺せないので、一番遅れたものだけにする」と言って一番遅れた者を殺し、これにより衆は彭越の命令を聞くようになった。
その頃、世の中は陳勝・項梁たちの蜂起で天下騒乱と成り、彭越は楚軍に加わる。彭越は義帝の命により、劉邦が秦の首都の咸陽へ向けて進軍する途中で旧魏の領内にある昌邑を攻め、彭越はこれに協力して昌邑を攻め落とした。
その後、秦は項羽によって滅ぼされ、項羽は居城に戻って対秦戦争で戦功のあった者に対する領土分配を行ったが、彭越には何も与えられなかった。これに怒った彭越は、同じく不満を持っていた旧斉の王族の田栄たちと結び、彭越は田栄より将軍の印を受けて、済陰にて兵を起こした。項羽の分配は非常に不公平なものであったので、彭越のみならず全国で項羽への反乱が起き、その中でも漢中へ封ぜられた劉邦は関中へ攻め上がり、旧秦の領土を全て手に入れ、項羽と対立するようになった。
彭越は済陰で暴れ回り、都市をいくつも落とした。これを見た項羽は武将の蕭公角に大軍を付けて討伐に向かわせるが、彭越はこれを撃退した。
その後、劉邦が東へ出てきて、旧魏の王族の魏豹を連れてきて魏王の位に就け、彭越をその相国とした。劉邦は項羽の軍に敗れて逃亡したので、彭越も根拠地を離れて逃亡し、ゲリラ戦術に入った。常に一つところに留まらず、現れては楚軍の兵糧を焼いて回り、項羽以外の将が来れば撃退し、項羽がやってくると逃げるということを繰り返したため、楚軍は食糧不足が続いた。また堪え性の無い項羽は度々彭越の討伐に戻るため、主敵である劉邦への対峙を続けられなかった。これにより劉邦は項羽の圧力を受け続けることなく、何度となく命拾いをすることになった。
劉邦と項羽の争いは佳境に入り、広武山で対峙したが、食料が切れたことで一旦和議してそれぞれの故郷へ帰ることにした。しかし劉邦は張良の献言により項羽の背後を襲い、それに先んじて彭越と韓信に対して共同して項羽を攻めるように言ってきたが、彭越も韓信もこれに従わなかった。劉邦がこれに対する褒美を何も約束しなかったからであり、参戦すれば漢楚の決着が付くが、漢楚が争っているからこそ自分は劉邦にとって価値があるとわかっていたからである。
単独では項羽に敵し得ない劉邦軍は項羽軍に敗れ、窮した劉邦は韓信に対して正式に斉王にする約束をし、彭越に対しても梁王にすると約束した。これで納得した彭越と韓信は戦場に向かい、この援軍を得た劉邦は項羽を垓下に追い詰めて滅ぼした。

## 走狗烹らる
約束どおり、梁王となった彭越は前漢王朝の重臣としての栄華を極めた。燕王臧荼が反乱を起こして敗れた際は、その将として捕虜となっていた旧友 の欒布を許すよう上奏し、彼を梁国の大夫としている。しかし皇帝即位後の高祖（劉邦）は妻の呂雉の影響もあり、次第に彭越たち軍功を以て累進した家臣たちへの猜疑心を深めていく。特に彭越・英布・韓信は百戦錬磨の猛将であり、反乱を起こされた場合はかなり厄介になることも、より猜疑心を強くさせた。
そのような状況下で代王陳豨が反乱を起こすと、高祖は親征軍を起こし、彭越にも出陣するように命じたが、彭越は病気を理由にして兵を将軍に預けて送った。このことで高祖は怒り、使者を出して彭越を問責した。彭越は誅殺されるのではないかと恐れ、部下の扈輒は彭越に対して反乱するように薦めたが、彭越は変わらず病気として閉じこもっていた。
しかし、前196年夏ごろに彭越の部下の「彭越は反乱を起こそうとしている」と言う讒言により、高祖は彭越を偽って捕らえ、梁王の地位を取り上げた。最初は彭越のことを殺そうと思っていた高祖も直接彭越と会うと同情が芽生え、殺さずに庶人として蜀郡青衣県へ流罪にすることにした。
蜀郡は非常な辺境であるので、彭越はできれば故郷の昌邑へ帰って隠棲したいと望み、呂雉に泣きついてその願いを高祖に伝えてもらえるように頼んだ。彭越の前ではその頼みを快く引き受けた呂雉だが、高祖に会うと彭越のような危険な人物を生かしておくのは禍根を残すので誅殺すべく進言をして、高祖もこれに押し切られてしまう形で彭越は処刑された。彭越の遺体の首は洛陽の市街地で晒し者とされ、これを葬ろうとした者は捕縛するとの詔が下され、その他の部位は呂雉によって防腐のために醢（かい） にされ諸侯に送られたと言う。ただしこのことが、外様の諸侯王のうちでも屈指の実力者であり、項羽の下で猛将の名をほしいままにした淮南王英布の叛乱を招く一因ともなった。
その後、彭越により斉への使者に出されていた欒布は、帰国すると処刑されていた彭越の首級に対して復命（使者としての報告）をし、彼の首を祀って哭泣した。欒布を捕らえた劉邦は「お前も彭越と反乱しようとしたのか？この者を煮殺せ！」と言い彼を煮ようとしたが、欒布は「彭王の存在がなければ、項羽を滅ぼすことは叶わなかったはずである。それなのに不確かな証拠で功臣をも殺すとあっては、配下の将たちは自分の身も危ういと思うであろう。彭越が死んでしまった今、これ以上生きる必要もない。早く煮殺すがよい」と言い放った。それを聞いた劉邦は彼を許し、都尉に任命した。